# Achang

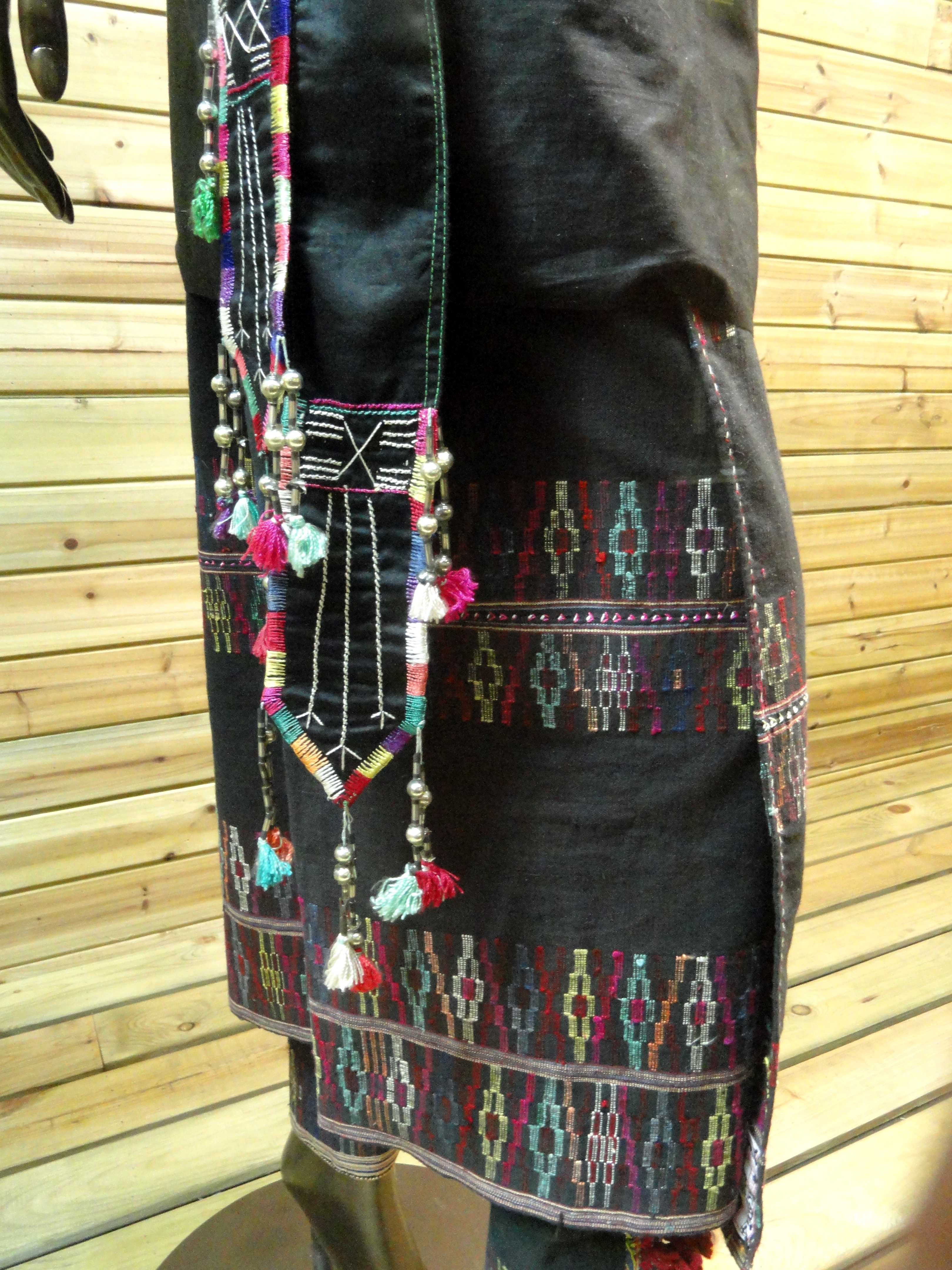
Détails de la brocarde d'un vêtement traditionnel féminin achang

Les Achang (chinois : 阿昌族 ; pinyin : Āchāngzú), aussi connus sous le nom de Ngac'ang ou Maingtha au Myanmar forment un groupe ethnique. Ils font partie des 56 nationalités de Chine officiellement reconnues par la république populaire de Chine.

## Géographie et histoire
On comptait environ 34 000 Achang à la fin du XXe siècle, dont la quasi-totalité sont de la province du Yunnan, en particulier de la préfecture autonome de Dehong.
Les ancêtres des Achang sont parmi les premiers habitants de la province du Yunnan. Ils vivaient près de la rivière Lancang (nom porté par le Mékong en Chine) et c'est au XIIe siècle qu'ils commencèrent à migrer vers l'ouest (frontières de la Chine actuelle). Au XIIIe siècle, certains s'installèrent dans la région de Longchuan tandis que d'autres s'installaient près de Lianghe. Pendant les dynasties Ming et Qing, ils étaient gouvernés par les chefs des villages les plus proches.

## Langue et religion
La langue achang appartient au groupe dit "lolo-birman" de la branche tibéto-birmane des langues sino-tibétaines. Les Achang n'ont pas d'écriture spécifique, et utilisent les idéogrammes chinois.
Parlant un dialecte distinct, les Husa Achang vivent dans le xian de Longchuan, dans la province du Yunnan (aussi à Dehong). Ils se considèrent distincts des Achang et ont cherché dans les années 1950 à être reconnus comme une ethnie différente. Les Husa sont plus sinisés que les autres Achang. Par exemple, les tablettes confucéennes à la mémoire des ancêtres sont communes dans les foyers Husa. Les Husa les plus traditionnels croient en un mélange de bouddhisme theravāda et de taoïsme.